# Elecciones al Senado de Argentina de 1949
Las Elecciones al Senado de la Nación Argentina de 1949 fueron realizadas a lo largo del mencionado año por las Legislaturas de las respectivas provincias para renovar 10 de las 30 bancas del Senado de la Nación. En la Capital Federal el senador fue electo mediante el sistema indirecto de votación, donde se eligieron a 68 electores que luego se reunirián en el Colegio Electoral y proclamarían al senador electo.

## Cargos a elegir
| Provincia           | Senado    | Senado    |
| Provincia           | Senadores | A renovar |
| ------------------- | --------- | --------- |
| Buenos Aires        | 2         | 1         |
| Capital Federal     | 2         | 1         |
| Catamarca           | 2         | 1         |
| Córdoba             | 2         | —         |
| Corrientes          | 2         | —         |
| Entre Ríos          | 2         | 2         |
| Jujuy               | 2         | —         |
| La Rioja            | 2         | 2         |
| Mendoza             | 2         | —         |
| Salta               | 2         | —         |
| San Juan            | 2         | 1         |
| San Luis            | 2         | 1         |
| Santa Fe            | 2         | 1         |
| Santiago del Estero | 2         | —         |
| Tucumán             | 2         | —         |
| Total               | 30        | 10        |

## Resultados
| Partido         | Partido           | Bancas |
| --------------- | ----------------- | ------ |
|                 | Partido Peronista | 9/10   |
| Bancas vacantes | Bancas vacantes   | 1/30   |

## Resultados por provincia
| Provincia       | Senador electo                   | Partido                          | Partido                          |
| --------------- | -------------------------------- | -------------------------------- | -------------------------------- |
| Buenos Aires    | Mauricio Antonio Scatamacchia    |                                  | Partido Peronista                |
| Capital Federal | Alberto Teisaire                 |                                  | Partido Peronista                |
| Catamarca       | Vacante hasta el fin del período | Vacante hasta el fin del período | Vacante hasta el fin del período |
| Entre Ríos      | Juan Carlos Basaldúa             |                                  | Partido Peronista                |
| Entre Ríos      | Ricardo Octavio Lorenzón         |                                  | Partido Peronista                |
| La Rioja        | Ramón Ángel Roldán               |                                  | Partido Peronista                |
| La Rioja        | Ramón Esteban Herrera            |                                  | Partido Peronista                |
| San Juan        | Rinaldo Viviani                  |                                  | Partido Peronista                |
| San Luis        | Víctor Endeiza                   |                                  | Partido Peronista                |
| Santa Fe        | Alejandro Giavarini              |                                  | Partido Peronista                |

1. ↑  Renunció el 27 de diciembre de 1950, no fue reemplazado.

### Capital Federal
Elección el 5 de diciembre de 1948, al mismo tiempo que las elecciones de convencionales constituyentes.
|  | 58,05 % |

|  | 34,61 % |

|  | 5,66 % |

|  | 1,67 % |

|  | 93,50 % |

|  | 6,50 % |

|  | 100 % |

|  | 83,79 % |